# Aeterni Patris
Aeterni Patris är en encyklika promulgerad av påve Leo XIII den 4 augusti 1879.
I encyklikan anbefaller påven Thomas av Aquinos filosofi som grund för studiet i filosofi och teologi inom Katolska kyrkan. Undervisning i filosofi och teologi vid katolska läroanstalter skall bedrivas i enlighet med Thomas tankar och principer.